# أيزو 3166-2:DE
أيزو 31166-2:DE هو الجزء المخصص لدولة ألمانيا في أيزو 3166-2، وهو جزء من معيار أيزو 3166 الذي نشرته المنظمة الدولية للتوحيد القياسي (أيزو)، والذي يُعرف رموز لأسماء التقسيمات الرئيسية (مثل الأقاليم، الجهات، المقاطعات أو الولايات) من جميع البلدان في ترميز أيزو 3166-1.
يتكون كل رمز من جزئين مفصولين بواصلة. الجزء الأول هو DE، وهو رمز وأيزو 3166-1 حرفي 2 للبلد. أما الجزء الثاني فهو عبارة عن حرفين.

## الرموز الحالية
| الرمز | الاسم                |
| ----- | -------------------- |
| DE-BW | بادن-فورتمبيرغ       |
| DE-BY | بافاريا              |
| DE-BE | برلين                |
| DE-BB | براندنبورغ           |
| DE-HB | ولاية بريمن          |
| DE-HH | هامبورغ              |
| DE-HE | هسن                  |
| DE-MV | مكلنبورغ فوربومرن    |
| DE-NI | سكسونيا السفلى       |
| DE-NW | شمال الراين-وستفاليا |
| DE-RP | راينلند بالاتينات    |
| DE-SL | سارلاند              |
| DE-SN | ساكسونيا             |
| DE-ST | ساكسونيا أنهالت      |
| DE-SH | شلسفيغ هولشتاين      |
| DE-TH | تورينغن              |